# Kauppalehti
Kauppalehti, traduzido para o português como: "Jornal Comercial", é um periódico centrado ao comércio e baseado em Helsínquia, na Finlândia.

## História e perfil
Kauppalehti foi estabelecido pela Associação Finlandesa de Empresários em 1898. Desde 1919, o periódico é publicado cinco ou seis vezes por semana, em formato de tabloide.
Sediado em Helsínquia, o periódico pertence do Grupo de informações comerciais da Alma Media. Os periódicos irmãos de Kauppalehti são Iltalehti e Aamulehti, enquanto o editor é Kustannus Oy Kauppalehti.
Em 2002, Kauppalehti começou a oferecer um suplemento, Saldo, juntamente com a revista Tekniikka&Talous. Ele também publicou um suplemento aos sábados, Presso, de outubro de 2004 a dezembro de 2007. Tornou-se o primeiro periódico finlandês a lançar o muro de pagamento em sua edição online em 2012.

## Circulação
Desde o início do século XXI, a circulação de Kauppalehti permaneceu superior a setenta mil cópias. No total, 85 mil e 292 cópias foram imprensas em 2001. Este número reduziu consecutivamente nos cinco anos seguintes: 84 mil e 626 cópias (2002), 83 mil e 100 cópias (2003), 82 mil cópias (2004), 81 mil e 377 cópias (2006), e 81 mil e 363 cópias (2007).
No ano seguinte, o número da circulação aumentou para 86 mil e 654 cópias; contudo, voltou a cair em 2009, 78.731 cópias. Já na década de 2010, o número de cópias caiu consideravelmente: 70.118, em 2010; 68.252, em 2011; e 63.471, em 2012.
O sítio de Kauppalehti, lançado em 1996, atua como um importante centro para a comunidade empresarial. Ele contém artigos em finlandês e em inglês. Em 2010 foi visitado por 655 mil e 93 pessoas por semanas, tornando-se o décima primeiro sítio mais visitado na Finlândia.